# Harro Schulze-Boysen
Heinz Harro Max Wilhelm Georg Schulze-Boysen (Kiel, 1909. szeptember 2. – Berlin, 1942. december 22.) német katonatiszt, antifasiszta ellenálló.